# Grid: Autosport
Grid: Autosport (zapisywane jako GRID: Autosport) – ósma część serii symulatorów jazdy ToCA Race Driver, wyprodukowana przez firmę Codemasters oraz mająca swoją premierę 24 czerwca 2014. W porównaniu z poprzednią częścią serii – Grid 2 – powraca widok z kokpitu. W grze znajduje się 100 tras wyścigowych w 22 lokacjach. Większość tras pochodzi z Grid 2 i Grid.

## Rozgrywka
Gracz wcielając się w kierowcę, otrzymuje od firm różne oferty na konkretny sezon. W większości przypadków ma do wyboru dwie oferty kontraktów o zawartych w nich warunkach. Po otrzymaniu pojazdu do ścigania się (zależnie od kontraktu), możliwe jest jego tuningowanie, bądź też zmienianie jego parametrów, co wpływa na osiągi pojazdu. W grze dostępne jest 5 poziomów trudności: bardzo łatwy, łatwy, średni, wysoki, bardzo wysoki. Podczas kariery otrzymujemy również rywala bezpośredniego, z którym należy wygrać.
Podczas gry gracz bierze udział w pięciu rodzajach zawodów:
- Touring Cars – zawody, w których startują samochody turystyczne. Pojazdy te są oparte na wyścigowych seriach WTCC, DTM, V8 Supercars[11]. Dyscyplina z dostępnymi kwalifikacjami.
- Endurance (ang. wytrzymałość) – wyścigi supersamochodów na torze przez określony czas, zawody są utrudnione tym, że rozgrywane są w nocy. Wygrywa ten kierowca, który będzie pierwszy po zakończeniu się czasu wyścigu. Dyscyplina dostępna z kwalifikacjami.
- Open Wheel – zawody bolidów Formuły 3, Auto GP oraz IndyCar. Zawody odbywają się tylko i wyłącznie na zamkniętych torach.
- Tuner – pojawiają się pojazdy z kategorii muscle, a także pojazdy tuningowane oraz pojazdy driftingowe. Zawody w sezonie opierają się na jeździe na czas, normalnych wyścigach z dostępnymi kwalifikacjami oraz drifcie. Zawody drifterskie opierają się na eliminacji począwszy od kwalifikacji kończąc na finale.
- Street – wyścigi lekko stuningowanymi samochodami ulicznymi na zamkniętych torach znajdujących się na ulicy, często z ciasnymi skrętami. W tej dyscyplinie jest mniejsza liczba zawodników (12, a w reszcie dyscyplin jest 16).

W każdej dyscyplinie dostępne są również puchary dodatkowe, w których kolejność startowa ustalana jest według klasyfikacji generalnej sezonu.
Po zdobyciu przynajmniej trzeciego poziomu doświadczenia w każdej z wyżej wymienionych kategorii, odblokowuje się szósta: Grid Series, w której rozgrywane są dwukrotnie zawody w każdej dyscyplinie. Dostępne są trzy sezony: Grid Series: Grid Grand Slam (od 3 poziomu doświadczenia), Grid Series: Masters Trophy (od 6 poziomu doświadczenia) oraz Grid Series: Grid Legends Series (od 9 poziomu doświadczenia). Po wygraniu ostatniego sezonu w Grid Series pokazują się napisy końcowe, lecz to nie oznacza końca gry. Po osiągnięciu 10 poziomu w jednej dyscyplinie pojawiają się nowe mistrzostwa Milestone Masters, po 11 poziomie Veteran, a po 12 poziomie pojawiają się ostatnie zawody w danej dyscyplinie, czyli Legend. Po zakończeniu ostatnich mistrzostw można tylko powtarzać poprzednie.
Oprócz trybu kariery dostępne są również tryb gry wieloosobowej (zawody pomiędzy graczami z całego świata), tryb z podzielonym ekranem oraz tryb własnego pucharu.
W trybie gry wieloosobowej można stworzyć własną drużynę lub dołączyć do innej. Podczas tworzenia własnej drużyny ustalamy barwy zespołu oraz sponsorów. Sponsorów, ulepszenia pojazdów itd. kupujemy za tzw. golary czyli walutę w Gridzie. Po każdym wyścigu w trybie gry wieloosobowej zdobywamy punkty doświadczenia samochodu jak i dyscypliny, z której pochodzi dany samochód.
W grze znajduje się 10 drużyn:
- Razer Motorsport – najgorsza z drużyn, samochody są barwy zielono-czarnej, rywal: Oakley Motorsport, Intel Motorsport w Open Wheel.
- Oakley Inc. Motorsport – druga najgorsza z drużyn, samochody są barwy jasnoniebiesko-białej, rywal: Razer Motorsport. Drużyna nie startuje w kategorii Open Wheel.
- Liqui Moly Racing Team – jedna z gorszych drużyn, samochody są barwy niebiesko-czerwono-białej, rywal: Monster Energy Racing, CUSCO Racing Team oraz FORGE Motorsport w kategorii Tuner.
- Team KICKER – średnia drużyna, samochody są barwy żółtej z czarnymi pasami, rywale: K&N Motorsport, Ravenwest oraz w Street Racing Monster Energy Racing.
- K&N Motorsport – jedna z lepszych drużyn, samochody są barwy różowo-pomarańczowej, rywale: Team KICKER, Ravenwest.
- Monster Energy Racing Team – średnia drużyna, samochody są barwy fioletowo-czarno-niebiesko-białej, rywale: Liqui Moly Racing Team oraz w Street Racing Team KICKER. Drużyna nie startuje w kategorii Tuner.
- Intel Motorsport – średnia drużyna, specjalizuje się w Street Racing, samochody są barwy niebiesko-białej, rywale: Ravenwest w Street Racing, Razer Motorsport w Open Wheel, CUSCO Racing Team oraz FORGE Motorsport w kategorii Tuner.
- Ravenwest – najlepsza drużyna, wygrywa większość wyścigów, samochody są barwy szaro-czarnej, rywale: Intel Motorsport w Street Racing, K&N Mototrsport, Team KICKER.
- Cusco Racing Team – średnia drużyna, samochody są barwy szaro-czerwonej, rywale: Liqui Moly Racing Team, Intel Motorsport, FORGE Motorsport w kategorii Tuner. Drużyna startuje tylko w Tuner, Touring oraz Open Wheel
- Forge Motorsport – średnia drużyna, samochody są barwy ciemnoniebiesko-biało-czerwonej, rywale: Liqui Moly Racing Team, Intel Motorsport, CUSCO Racing Team. Drużyna startuje tylko w kategorii Tuner.

## Pakiety DLC
- Pod koniec 2014 roku firma Codemasters dołączyła do gry specjalną edycję Grid: Autosport Black Series Edition. W tej wersji wszystkie pojazdy posiadają barwy czarno-białe. Dołożony jest jeszcze jeden samochód – Mercedes-Benz SLS AMG Coupé[12] oraz 10 sponsorów do trybu gry wieloosobowej.
- Grid: Autosport Touring Car Legends to pakiet z samochodami turystycznymi sprzed 2001 roku oraz z dwoma oryginalnymi torami[13], Donington Park i Silverstone Circuit. W skład tego pakietu wchodzą następujące samochody: Audi A4 B5 quattro Touring Car, Alfa Romeo 155 Touring Car, Volvo 850 Estate Touring Car, BMW M3 E30 Touring Car, Ford Sierra RS500 Cosworth Touring Car.
- Grid: Autosport Sprint Pack to pakiet zawierający odcinki specjalne z Hongkongu[14], Kalifornii, Okutamy i Lazurowego Wybrzeża (Côte d'Azur).
- Grid: Autosport Road & Track Pack to pakiet zawierający samochody: Alfa Romeo Giulietta Quadrifoglio Verde[15], Zenvo ST1, Auto Gallery Nissan Skyline (R32) GT-R oraz Chevrolet “Tyler McQuarrie” Camaro.
- Grid: Autosport Coupé Style Pack to pakiet zawierający samochody: Cadillac CTS-V, BMW Z4 GT3, Hyundai Genesis Coupé i Nissan GT-R SpecV[12].
- Grid: Autosport Drag Pack to pakiet zawierający odcinki do wyścigów na 1/4 mili[16] na każdym torze oraz samochody Dodge Charger R/T Funny Car oraz Plymouth AAR 'Cuda Funny Car.
- Grid: Autosport Best of British Pack to pakiet zawierający trzy brytyjskie[17] samochody: Mercedes-Benz SLR McLaren 722, McLaren F1 GTR i Aston Martin V12 Zagato.